# 斯洛比德卡 (伊凡諾-法蘭科夫斯克區)
48°49′15″N 24°52′11″E / 48.82083°N 24.86972°E
斯洛比德卡（羅馬化：Slobidka）是烏克蘭西部的村莊，隸屬伊萬諾-弗蘭科夫斯克州的伊萬諾-弗蘭科夫斯克區。該村面積6.55平方公里，2001年人口1,248，人口密度每平方公里190.5人。